# Йохан Хайнрих IV фон Горица
Йохан Хайнрих IV фон Горица (на немски: Johann Heinrich IV von Görz; * 1322/1323, Горица; † 17 март 1338, Горица) от род Майнхардини, е от 1323 до 1338 г. граф на Горица (Гьорц).

## Живот
Той е единственият син на граф Хайнрих III (1263 – 1323), и на втората му съпруга Беатрикс от Долна Бавария (1302 – 1360), дъщеря на херцог Стефан I (1271 – 1310).
През 1323 г. Йохан наследява баща си в Горица. Той е под опекунството на майка му и чичо му Алберт II (1261 – 1325).
Йохан се жени през 1336 г. в Горица за роднината му Анна Австрийска (* 1318; † 1343), вдовица на херцог Хайнрих III от Долна Бавария (1312 – 1333), дъщеря на римско-немския крал Фридрих Красивия.
Той умира млад през 1338 г. без да е управлявал самостоятелно. Понеже бракът му е бездетен той е наследен от синовете на чичо му Алберт II, а именно Алберт III, Хайнрих V и Майнхард VI.
През 1341 г. вдовицата Анна Австрийска става абатиса на императорския манастир във Виена.